# 芳東洋
芳東 洋（よしあずま ひろし、1977年5月26日 - ）は、熊本県上益城郡嘉島町出身で玉ノ井部屋所属の現役大相撲力士。本名は石原 洋（いしはら ひろし）。身長196.0cm、体重163.6kg。血液型はB型。最高位は東前頭12枚目（2012年1月場所）。得意技は右四つ、寄り。愛称はジャンボ。好物は焼肉、趣味はDVD鑑賞。

## 来歴
小学3年で母を亡くし、以来父子家庭で育った。「寡黙で頑固な九州男児」の父は会社勤めで忙しく、一緒に遊んだ記憶もない。それでも食卓には毎晩のように手料理が並んだ。嘉島町立嘉島東小学校では剣道とサッカーを経験し、嘉島町立嘉島中学校では剣道部に所属した。人生の転機を迎えたのは中学生の時。恵まれた体格が熊本農業高校の相撲部の目に留まり、スカウトされた。高校に進学してから相撲を始め、3年生の時には全国高校総体の団体優勝に貢献した。その後玉ノ井部屋へ入門し、1996年1月場所において初土俵を踏む。四股名は恩人の姓から1文字頂戴し、初土俵時から名乗っている。
入門後に三段目で苦労し、20歳の頃に電話で父から相撲への姿勢を注意され、「こっちの世界を知らんのに口を出すな」と言い返し、以来父との間で相撲の話題はなくなった。
1999年5月場所に幕下に上がると幕下に定着し、2004年7月場所には東幕下筆頭にまで番付を上げたが、3勝1敗からの3連敗で3勝4敗と負け越してこのときは十両昇進は成らなかった。その後も主に幕下20枚目以内に定着し、2006年11月場所からは6場所連続で勝ち越し。特に2007年7月場所・9月場所では勝ち越しがかかった相撲で、滅多に見せない立合いの変化で市原や蒼国来といった若手力士を破って勝ち越しを決め、十両昇進へ向けた執念を見せた。そして、9月場所後の番付編成会議で新十両昇進が決定した。30歳5ヶ月での新十両は戦後6位、年6場所になってからは史上3位の年長記録である。しかし11月場所では4勝11敗と大きく負け越し、1場所で幕下へ陥落した。
幕下陥落3場所目以降は常に幕下15枚目以内に在位しているものの再十両にはなかなか手が届かずにいたが、2010年11月場所に東幕下4枚目で5勝2敗と勝ち越し、2011年1月場所に約3年ぶりに再び十両へ昇進した。同年5月場所では西十両13枚目で8勝7敗と関取になって初の勝ち越しを決め、同年7月場所では大相撲八百長問題により多くの力士が引退した影響もあり、自己最高位となる東十両2枚目へと番付を大きく上げた。その7月場所でも9勝6敗と勝ち越し、翌9月場所において新入幕を果たした。初土俵から所要93場所での新入幕は史上3位のスロー記録となり、34歳3ヶ月での新入幕も戦後2位の年長記録となった。父は「おめでとう。よくやったな」と労ってくれたため、胸のつかえが取れた。その9月場所では5勝10敗と負け越して1場所で十両へ陥落した。
その後幕内と十両の往復を繰り返すが、2013年3月場所では西十両10枚目で5勝10敗と大敗し、翌5月場所において幕下へ陥落したが、翌7月場所に1場所で十両へ復帰している。4度目の幕下陥落場所となった11月場所は東幕下2枚目の地位で土俵に上がり、この場所は4番相撲で早々と負け越しを確定させるなど前半戦は大崩れしていたがそれ以降は7番相撲まで白星を重ね、3勝4敗と踏み止まった。しかし年齢による衰えは隠せず、2015年7月場所には三段目陥落、以降幕下と三段目を往復していたが、2017年3月場所以降は三段目以下での相撲が続いている。なお、2015年7月場所限りで旭天鵬と若の里が引退した後は、関取経験者としては最年長の力士になっている。2016年頃から腰痛が悪化し、激しい稽古は避け、弟弟子の指導に徹する日々が多くなった。2023年12月時点で、父はすでに死去している。
初土俵以来、一度も休場せずに出場を続けたことで、一時期は初土俵からの連続出場記録が現役力士の中で1位になっていた。2014年3月場所終了時点で1位の記録を持っていた北斗龍（1169回）が同年5月場所を休場して記録がストップしたことに伴い、同年5月場所終了時点で923回の芳東が継続中の記録に限ると1位になった（記録が途切れたものを含めると、2014年5月場所終了時点では北斗龍、953回の稀勢の里に次ぐ3位）。その後は2015年1月場所終了時点で959回となって稀勢の里の記録を追い抜き、2017年3月場所限りで北斗龍が引退したことにより、現役力士全体でも1位になったが、2018年7月場所終了時点で玉鷲が1106回で並び、翌9月場所で追い抜かれた（2018年9月場所で芳東は三段目のため7回増えて1113回になったが、玉鷲は小結のため15回増えて1121回になった）ことにより、2020年7月場所終了時点では2位になっている。
2020年9月場所は、9月10日までに玉ノ井部屋で所属力士28人中19人に新型コロナウイルスの集団感染（クラスター）が確認されたことにより、全所属力士が休場することになった。これに伴い、芳東も初土俵以来初めての休場となり、初土俵以来の連続出場記録が1183回でストップしたと思われたが、その後事情を考慮し休場とは扱わないこととされたため、一転して連続出場記録は継続することとなった。2022年7月場所も同様の理由により11日目から途中休場となった。
角界きっての長身力士として知られる（現役の日本人力士としては最も長身）。玉ノ井部屋には同じく身長197cmの巨東も在籍していた(最高位東幕下30枚目、2022年5月場所で引退)。

## 取り口
46歳という年齢ながら、得意の右四つの型に持ち込めば関取相手に通用する得意の力相撲を発揮できる。長身でありながら腰高ではなく寧ろ低く構える型が備わっており、それ故に左上手も取りやすい。左上手を引き付けて腰を落とし胸を合わせた体勢から出る相撲が芳東の勝ちパターンである。だが立合いが鈍く当たりも甘くなりがちであるため幕内ではなかなか廻しが取れず、負けるときは引っ張り込む悪癖に乗じられる場合が多い。長いリーチを活かして遠距離から突くことで手堅く相手を後退させる相撲も見せる。

## 主な成績
2025年7月場所終了時点

### 通算成績
- 通算成績：681勝704敗8休（176場所）
  - 通算連続出場回数：1384回（歴代6位、継続中）
  - 初土俵からの通算連続出場回数：1384回（歴代6位、継続中）
- 幕内成績：11勝34敗（3場所）

### 場所別成績
| | 一月場所 初場所（東京） | 三月場所 春場所（大阪） | 五月場所 夏場所（東京） | 七月場所 名古屋場所（愛知） | 九月場所 秋場所（東京）  | 十一月場所 九州場所（福岡） |
| --- | ----------------------- | ----------------------- | ----------------------- | --------------------------- | ------------------------ | --------------------------- |
| 1996年 （平成8年） | （前相撲）              | 西序ノ口48枚目 5–2      | 東序二段155枚目 7–0     | 東三段目97枚目 2–5          | 西序二段23枚目 4–3       | 西序二段4枚目 6–1           |
| 1997年 （平成9年） | 東三段目49枚目 3–4      | 西三段目64枚目 2–5      | 東三段目97枚目 4–3      | 西三段目78枚目 4–3          | 東三段目59枚目 4–3       | 西三段目42枚目 5–2          |
| 1998年 （平成10年） | 東三段目14枚目 2–5      | 西三段目39枚目 3–4      | 西三段目55枚目 4–3      | 西三段目39枚目 4–3          | 西三段目24枚目 3–4       | 西三段目36枚目 4–3          |
| 1999年 （平成11年） | 西三段目23枚目 4–3      | 東三段目11枚目 4–3      | 東幕下60枚目 5–2        | 西幕下40枚目 4–3            | 東幕下30枚目 4–3         | 東幕下24枚目 1–6            |
| 2000年 （平成12年） | 西幕下43枚目 5–2        | 西幕下26枚目 3–4        | 西幕下37枚目 4–3        | 東幕下29枚目 3–4            | 西幕下36枚目 4–3         | 東幕下27枚目 2–5            |
| 2001年 （平成13年） | 東幕下42枚目 6–1        | 東幕下18枚目 4–3        | 東幕下15枚目 2–5        | 東幕下31枚目 5–2            | 東幕下18枚目 5–2         | 西幕下11枚目 2–5            |
| 2002年 （平成14年） | 西幕下25枚目 4–3        | 西幕下21枚目 4–3        | 東幕下16枚目 5–2        | 東幕下9枚目 4–3             | 西幕下5枚目 3–4          | 東幕下11枚目 3–4            |
| 2003年 （平成15年） | 西幕下14枚目 4–3        | 東幕下10枚目 3–4        | 西幕下15枚目 4–3        | 東幕下10枚目 3–4            | 東幕下16枚目 4–3         | 東幕下13枚目 3–4            |
| 2004年 （平成16年） | 西幕下19枚目 5–2        | 西幕下9枚目 4–3         | 東幕下7枚目 4–3         | 東幕下筆頭 3–4              | 西幕下6枚目 3–4          | 東幕下10枚目 3–4            |
| 2005年 （平成17年） | 西幕下15枚目 3–4        | 東幕下23枚目 4–3        | 西幕下18枚目 4–3        | 東幕下14枚目 3–4            | 東幕下19枚目 5–2         | 東幕下10枚目 4–3            |
| 2006年 （平成18年） | 東幕下7枚目 3–4         | 西幕下13枚目 4–3        | 西幕下10枚目 2–5        | 東幕下23枚目 5–2            | 東幕下15枚目 3–4         | 西幕下21枚目 4–3            |
| 2007年 （平成19年） | 東幕下17枚目 4–3        | 西幕下13枚目 5–2        | 西幕下5枚目 4–3         | 西幕下4枚目 4–3             | 西幕下3枚目 4–3          | 西十両14枚目 4–11           |
| 2008年 （平成20年） | 東幕下5枚目 1–6         | 東幕下24枚目 6–1        | 東幕下9枚目 4–3         | 東幕下7枚目 3–4             | 東幕下13枚目 4–3         | 東幕下9枚目 4–3             |
| 2009年 （平成21年） | 西幕下6枚目 4–3         | 東幕下4枚目 5–2         | 東幕下筆頭 3–4          | 東幕下6枚目 3–4             | 西幕下10枚目 3–4         | 西幕下14枚目 4–3            |
| 2010年 （平成22年） | 東幕下13枚目 4–3        | 東幕下9枚目 5–2         | 西幕下4枚目 3–4         | 西幕下6枚目 4–3             | 東幕下筆頭 3–4           | 東幕下4枚目 5–2             |
| 2011年 （平成23年） | 西十両11枚目 6–9        | 八百長問題 により中止   | 西十両13枚目 8–7        | 東十両2枚目 9–6             | 東前頭13枚目 5–10        | 西十両筆頭 10–5             |
| 2012年 （平成24年） | 東前頭12枚目 3–12       | 東十両6枚目 8–7         | 西十両3枚目 6–9         | 東十両5枚目 8–7             | 西十両筆頭 9–6           | 東前頭15枚目 3–12           |
| 2013年 （平成25年） | 西十両7枚目 6–9         | 西十両10枚目 5–10       | 西幕下筆頭 4–3          | 東十両14枚目 9–6            | 西十両10枚目 8–7         | 西十両6枚目 5–10            |
| 2014年 （平成26年） | 東十両10枚目 7–8        | 西十両10枚目 6–9        | 西十両13枚目 6–9        | 西幕下2枚目 5–2             | 西十両11枚目 4–11        | 東幕下2枚目 3–4             |
| 2015年 （平成27年） | 西幕下4枚目 3–4         | 東幕下9枚目 1–6         | 東幕下35枚目 1–6        | 西三段目2枚目 5–2           | 東幕下42枚目 5–2         | 西幕下23枚目 3–4            |
| 2016年 （平成28年） | 西幕下31枚目 2–5        | 西幕下49枚目 2–5        | 東三段目12枚目 2–5      | 西三段目35枚目 5–2          | 西三段目13枚目 3–4       | 西三段目28枚目 6–1          |
| 2017年 （平成29年） | 西幕下47枚目 2–5        | 東三段目11枚目 3–4      | 西三段目29枚目 4–3      | 東三段目14枚目 3–4          | 東三段目34枚目 2–5       | 東三段目57枚目 3–4          |
| 2018年 （平成30年） | 西三段目72枚目 5–2      | 東三段目41枚目 3–4      | 東三段目55枚目 3–4      | 東三段目72枚目 5–2          | 西三段目42枚目 3–4       | 東三段目51枚目 3–4          |
| 2019年 （平成31年 /令和元年） | 東三段目69枚目 5–2      | 西三段目35枚目 3–4      | 東三段目53枚目 4–3      | 東三段目37枚目 4–3          | 西三段目23枚目 2–5       | 西三段目50枚目 2–5          |
| 2020年 （令和2年） | 西三段目77枚目 4–3      | 西三段目57枚目 3–4      | 感染症拡大 により中止   | 東三段目76枚目 1–6          | 東序二段3枚目 休場 0–0–7 | 東序二段3枚目 3–4           |
| 2021年 （令和3年） | 東序二段27枚目 6–1      | 東三段目62枚目 4–3      | 西三段目42枚目 3–4      | 東三段目58枚目 5–2          | 西三段目30枚目 3–4       | 西三段目42枚目 2–5          |
| 2022年 （令和4年） | 東三段目67枚目 3–4      | 西三段目78枚目 5–2      | 西三段目45枚目 3–4      | 東三段目56枚目 3–3–1        | 東三段目56枚目 2–5       | 東三段目89枚目 4–3          |
| 2023年 （令和5年） | 東三段目69枚目 2–5      | 東序二段7枚目 4–3       | 東三段目77枚目 2–5      | 西序二段24枚目 4–3          | 西序二段4枚目 4–3        | 東三段目76枚目 3–4          |
| 2024年 （令和6年） | 西序二段7枚目 4–3       | 東三段目78枚目 0–7      | 西序二段39枚目 4–3      | 西序二段16枚目 3–4          | 西序二段38枚目 5–2       | 東序二段4枚目 3–4           |
| 2025年 （令和7年） | 西序二段43枚目 3–4      | 西序二段64枚目 4–3      | 西序二段36枚目 3–4      | 西序二段62枚目 3–4          | x                        | x                           |
| 各欄の数字は、「勝ち-負け-休場」を示す。 優勝 引退 休場 十両 幕下 三賞：敢=敢闘賞、殊=殊勲賞、技=技能賞 その他：★=金星 番付階級：幕内 - 十両 - 幕下 - 三段目 - 序二段 - 序ノ口 幕内序列：横綱 - 大関 - 関脇 - 小結 - 前頭（「#数字」は各位内の序列） |                         |                         |                         |                             |                          |                             |

### 幕内対戦成績
| 力士名     | 勝数 | 負数 | 力士名 | 勝数 | 負数 | 力士名 | 勝数 | 負数 | 力士名   | 勝数 | 負数 |
| ---------- | ---- | ---- | ------ | ---- | ---- | ------ | ---- | ---- | -------- | ---- | ---- |
| 朝赤龍     | 0    | 2    | 旭日松 | 0    | 1    | 安美錦 | 0    | 1    | 阿覧     | 0    | 1    |
| 魁聖       | 0    | 1    | 臥牙丸 | 1    | 2    | 北太樹 | 0    | 1    | 木村山   | 1    | 0    |
| 旭秀鵬     | 0    | 1    | 旭天鵬 | 0    | 1    | 黒海   | 1    | 0    | 磋牙司   | 1    | 1    |
| 佐田の富士 | 0    | 1    | 常幸龍 | 1    | 0    | 翔天狼 | 0    | 1    | 大道     | 1    | 1    |
| 隆の山     | 0    | 2    | 玉飛鳥 | 1    | 0    | 玉鷲   | 1    | 0    | 千代の国 | 0    | 1    |
| 天鎧鵬     | 0    | 1    | 時天空 | 0    | 2    | 土佐豊 | 1    | 1    | 栃ノ心   | 0    | 2    |
| 豊響       | 0    | 1    | 鳰の湖 | 1    | 0    | 寶智山 | 0    | 1    | 雅山     | 0    | 1    |
| 妙義龍     | 0    | 1    | 嘉風   | 1    | 0    | 若荒雄 | 0    | 1    | 若の里   | 0    | 1    |